# Plasticita závislá na časování impulzů
Plasticita závislá na časování impulzů (Spike-timing dependent plasticity, STDP ) je biologický proces, který nastavuje sílu neurálního spojení v mozku. Proces upravuje sílu spojení podle relativního načasování výstupního a vstupního akčního potenciálu (nebo jejich maxim/minim) konkrétního neuronu. Proces STDP částečně vysvětluje vývoj nervového systému v závislosti na aktivitě, zejména s ohledem na dlouhodobou potenciaci a dlouhodobou depresi.

## Proces
U STDP pokud vstupní hrot (maximum/minimum) je v průměru bezprostředně před výstupním hrotem, pak je tento konkrétní vstup silnější. Pokud má vstupní špička v průměru tendenci nastávat okamžitě po výstupní špičce, pak je tento konkrétní vstup vytvořen poněkud slabší: . Vstupy, které by mohly být příčinou excitace postsynaptického neuronu, budou tedy v budoucnu ještě pravděpodobněji přispívat, zatímco vstupy, které nejsou příčinou postsynaptického hrotu, budou v budoucnu méně pravděpodobně přispívat. Proces pokračuje dokud zůstane podmnožina počáteční sady spojení, zatímco vliv všech ostatních je snížen na 0. Protože neuron produkuje výstupní špičku, když se v krátkém čase vyskytne mnoho vstupů, zůstanou podmnožinou vstupů ty, které mají sklon korelace v čase. Navíc, protože vstupy, které se vyskytují před výstupem, jsou posíleny, vstupy, které poskytují nejčasnější indikaci korelace, se nakonec stanou konečným vstupem do neuronu.

## Historie
V roce 1973 MM Taylor  se domníval, že pokud by byly posíleny synapse, u kterých nastal presynaptický hrot těsně před postsynaptickým hrotem častěji než reverzní (hebbian ), zatímco s opačným načasováním nebo v nepřítomnosti přesně načasovaného presynaptického hrotu, synapsie byly oslabeny (antihebbian), výsledkem by bylo informačně efektivní překódování vstupních vzorců. Tento návrh v neurovědní komunitě zřejmě prošel bez povšimnutí a následné experimenty byly koncipovány nezávisle na těchto časných doporučeních.

## Mechanismus
Postsynaptické receptory NMDA jsou vysoce citlivé na membránový potenciál (viz detekce shodnosti v neurobiologii ). Vzhledem k jejich vysoké propustnosti pro vápník, generují místní chemický signál, který je největší, když zpětný propagační potenciál v dendritu dorazí krátce po aktivní synapse ( pre-post spiking ). Je známo, že velké postsynaptické přechody vápníku spouštějí synaptickou potenciaci ( dlouhodobá potenciace ). Mechanismus deprese závislé na časování špiček je méně dobře znám, ale často zahrnuje buď postsynaptický napěťově závislý vstup vápníku / aktivaci mGluR, nebo retrográdní endokanabinoidy a presynaptické NMDAR .

## Od Hebbova pravidla k STDP
Podle Hebbova pravidla synapse zvyšuje svoji účinnost, pokud se trvale podílí na ostřelování postsynaptického cílového neuronu. Často používaným zjednodušením je tvrzení, že ti, kteří společně střílejí, drátují se dohromady, ale pokud dva neurony střílejí přesně ve stejnou dobu, pak jeden nemohl způsobit nebo se podílet na střelbě toho druhého. Místo toho, aby se mohl účastnit střelby postsynaptického neuronu, musí presynaptický neuron vystřelit těsně před postsynaptickým neuronem. Experimenty, které stimulovaly dva spojené neurony s proměnlivou interstimulální asynchronií, potvrdily důležitost časové priority implicitní v Hebbově principu: presynaptický neuron musí vystřelit těsně před postsynaptickým neuronem, aby se synapse posílila. Kromě toho je zřejmé, že presynaptické neurální vystřelování musí důsledně předpovídat postsynaptické vystřelování, aby došlo k výraznému výskytu synaptické plasticity. Na synaptické úrovni tak zrcadlí, co je známo o významu nahodilosti v klasickém podmiňování, kde postupy nulové kontingence zabraňují asociaci mezi dvěma podněty.